# Ислам в Приднестровской Молдавской Республике
Ислам в Приднестровской Молдавской Республике — одна из самых малочисленных религий в стране, где большинство населения являются православными или атеистами, однако ещё не так давно — до начала XIX века — его исповедовала значительная, если не бо́льшая часть населения днестровского левобережья с центром в городе Бендеры, бывшем центре османской власти в регионе.

## История
История распространения ислама в крае началась после того, как в августе 1538 года турецкий султан Сулейман Великолепный разбил Молдавское княжество. Славяно-молдавское население, и без того немногочисленное на левом берегу, открытому диким степям с востока, было повержено. После ожесточённых сражений турки заняли всю территорию страны, превратив её в османского вассала. Город Тигина, а также прилежащие к нему 18 сёл, были превращены в турецкую райю под названием Бендеры. На месте бывшей цитадели знаменитый османский архитектор Синан спроектировал более совершенное укрепление под названием Бендерская крепость. За её стенами поселились буджацкие татары, составившие основу местных мусульман на протяжении более чем 200 последующих лет.
В 1789 году, во время очередной русско-турецкой войны, князь Потёмкин позволил всему мусульманскому населению осаждённого города покинуть его с возможностью продажи домов, имущества и скота. Большинство мусульман ушло в Добруджу, став мухаджирами. На карте, составленной в том же году, можно увидеть четыре располагавшиеся на территории крепости мечети. Сами Бендеры окончательно отошли к Российской империи только в ноябре 1806 года, а официально — лишь в 1812 году.